# リトアニアの国立公園
リトアニアの国立公園（リトアニアのこくりつこうえん、リトアニア語: Lietuvos nacionaliniai parkai）では、リトアニアの国立公園を記述する。また、合わせて地方公園（regioniniai parkai）や国立保護区（valstybiniai rezervatai）についても記述する。

## 概要
リトアニアには、国立公園（nacionaliniai parkai）が5つ、地方公園が30ある。地方公園のうち、ヴィルネ川岸地方公園とヴェルケイ地方公園はヴィルニュス市が管理しているが、それ以外は国が管理する公園（valstybiniai parkai）となっている。管轄は、トラカイ歴史国立公園が文化省、それ以外はすべて環境省である。
これらの公園に加えて、国立保護区が6つある。

## 一覧

### 国立公園
リトアニアの国立公園は以下の5つである。
| 公園の名称                   | 面積（km2） | 指定年 |
| ---------------------------- | ----------- | ------ |
| アウクシュタイティヤ国立公園 | 452.70      | 1974年 |
| ズーキヤ国立公園             | 559.20      | 1991年 |
| クルシュー・ネリヤ国立公園   | 264.64      | 1991年 |
| トラカイ歴史国立公園         | 82.00       | 1991年 |
| ジェマイティヤ国立公園       | 217.20      | 1991年 |

### 地方公園
リトアニアの地方公園はいずれも1992年に指定された。
| 公園の名称                       | 面積（km2） |
| -------------------------------- | ----------- |
| アニークシュチェイ地方公園       | 162.69      |
| アスヴェヤ地方公園               | 115.89      |
| アウクシュタドヴァリス地方公園   | 153.50      |
| ビルジェイ地方公園               | 146.59      |
| ディエヴェニシュケイ歴史地方公園 | 87.47       |
| ドゥビーサ地方公園               | 105.71      |
| グラジュテ地方公園               | 297         |
| カウナス湖地方公園               | 102.21      |
| クレケナヴァ地方公園             | 119.68      |
| クルトゥヴェナイ地方公園         | 150.9       |
| ラバノラス地方公園               | 553.44      |
| メテレイ地方公園                 | 177.29      |
| ネムナス・デルタ地方公園         | 288.7       |
| ネムナス川湾曲部地方公園         | 251.71      |
| ネリス地方公園                   | 105.88      |
| パグラマンティス地方公園         | 136.44      |
| パユーリス地方公園               | 50.7        |
| ネムナス川岸地方公園             | 115.63      |
| ヴィルネ川岸地方公園             | 21.53       |
| ランビーナス地方公園             | 47.86       |
| サランタイ地方公園               | 136.3       |
| サルタイ地方公園                 | 125.47      |
| シルヴェタ地方公園               | 87.35       |
| ティートゥヴェナイ地方公園       | 101.52      |
| ヴァルネイ地方公園               | 338         |
| ヴェイシエヤイ地方公園           | 122         |
| ヴェンタ地方公園                 | 106.3       |
| ヴェルケイ地方公園               | 26.73       |
| ヴィシュティーティス地方公園     | 108.33      |
| ジャガレ地方公園                 | 47.84       |

### 国立保護区
リトアニアの国立保護区のうち、4つが自然保護区（生物圏保護区を含む）、2つが文化保護区として設定されている。
| 保護区の名称                   | 面積（ha） | 指定年 |
| ------------------------------ | ---------- | ------ |
| チェプケレイ国立自然保護区     | 112.12     | 1975年 |
| カマノス国立自然保護区         | 3935       | 1979年 |
| ケルナヴェ国立文化保護区       | 194.4      | 1989年 |
| ヴィエシュヴィレ国立自然保護区 | 3216       | 1991年 |
| ヴィルニュス城国立文化保護区   | 54.8       | 1997年 |
| ジュヴィンタス国立生物圏保護区 | 18,490     | 1937年 |